# Jamband
Een jamband is een muziekgroep waarvan de concerten en (live)albums grotendeels geïmproviseerde (jam)muziek omvatten. Doorgaans spelen jambands variaties op reeds bestaande nummers en breiden deze uit om te improviseren over akkoordenschema's, riffs en/of thema's. Jambands staan dikwijls bekend om hun lange setlists waarbij er maar zelden een pauze tussen de nummers zit; doorgaans gaat alles vloeiend in elkaar over.
Een opvallend fenomeen in de scene rondom de meeste jambands is dat fans relatief vaak zelf (complete) live-uitvoeringen opnemen/filmen. Terwijl de reguliere muziekindustrie het maken van complete opnamen vaak beschouwt als illegaal (bootlegs), staan jambands hun fans juist vaak toe om opnamen te maken van hun liveshows. Doordat elk liedje van een jamband bij elk liveoptreden weer heel anders gespeeld wordt, krijgt elke live-uitvoering een bepaalde 'unieke waarde'.

## Geschiedenis
De stijl en het imago van de de term jamband is voortgekomen uit de psychedelische rockbeweging van de jaren zestig. De eerste jambands kwamen vooral uit de Verenigde Staten, waaronder de Grateful Dead en The Allman Brothers Band. De stijl beïnvloedde een nieuwe golf van jambands die eind jaren tachtig en begin jaren negentig zoals Phish, Blues Traveler en de Dave Matthews Band.